# Graevenitz (Adelsgeschlecht)

Stammwappen derer von Graevenitz

Das uradelige Geschlecht von Graevenitz (Grävenitz, Grevenitz, Grebenitz, Gräbenitz) erscheint ab 1290 in der Altmark und gelangte später in Zweigen in die Neumark und die Prignitz, letzterer verbreitete sich weiter nach Mecklenburg, Schlesien, Württemberg und Russland.
Die Graevenitz waren von 1763 bis 1918 Erbtruchsesse der Kurmark Brandenburg. Die Familie existiert bis heute.

## Geschichte und Ausbreitung

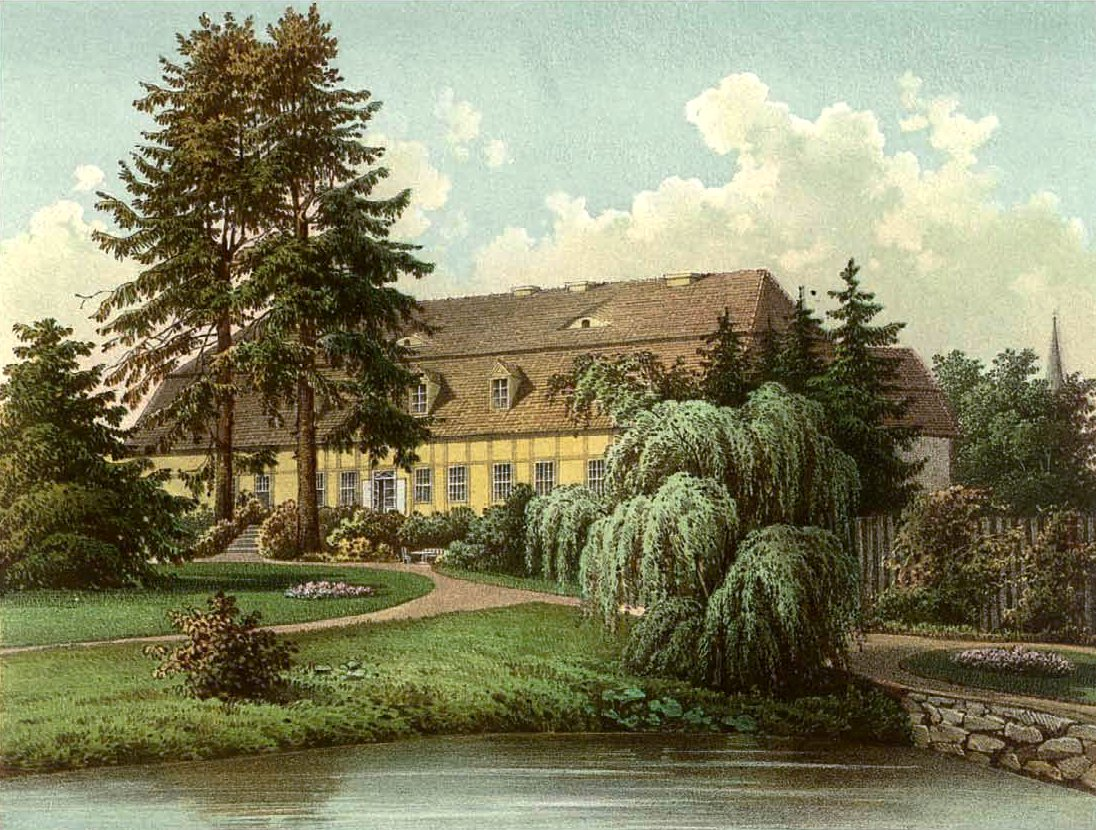
Gut Frehne um 1864/65, Sammlung Alexander Duncker

Ursprünglich entstammte die der evangelischen Konfession zugehörige Familie von Graevenitz dem altmärkischen Uradel mit dem Stammhaus Grävenitz, heute ein Ortsteil der Stadt Bismark (Altmark) im Landkreis Stendal in Sachsen-Anhalt.
Der Name erscheint urkundlich erstmals mit Hennekinus de Grebenitz 1290, 1480 urkundlich auf Schilde bezeugt, tritt um 1450 in drei Stämmen, nämlich dem Prignitzer Stamm, Altmärkischen (Losenrader) Stamm und Neumärkischen Stamm in Erscheinung, deren Zusammenhang nicht näher feststeht. Von den drei Stämmen existiert nur noch der Prignitzer Stamm. Der altmärkische Stamm ist im Mannesstamm 1931 und der neumärkische Stamm ist im Mannesstamm 1904 ausgestorben.
Bei den großen Grundbesitzen in Mecklenburg (ferner in Preußen, Schlesien, Brandenburg, Württemberg und Russland) ist jedoch zu verzeichnen, dass die von Graevenitz im Norden von Mecklenburg nicht heimisch wurden. Im ehemaligen Kreis Wismar besaßen sie nur das Gut Scharfstorf und im Raum Zarrentin-Wittenburg-Boizenburg die Güter Waschow, Dodow und Zühr, die später  Fideikommisse wurden.
Zu dem sich Anfang des 17. Jahrhunderts teilenden Stamm gehörte auch der erloschene mecklenburgische Zweig von Graevenitz aus dem Hause Waschow. Deren Töchter wurden zur Aufnahme in die Damenstifte der mecklenburgischen Landesklöster Dobbertin und Ribnitz eingeschrieben. Im Einschreibebuch des Klosters Dobbertin befinden sich 26 Eintragungen von Töchtern der Familien von Graevenitz von 1739 bis 1913 aus Waschow, Dodow, Schilde und Wesselstorf. Henriette Charlotte Juliana Magdalena von Graevenitz aus dem Hause Waschow war als Domina von 1837 bis 1848 Vorsteherin des Konvents in Ribnitz. Der mecklenburgische Zweig erlosch am 12. Oktober 1939 mit dem Ableben des Fabrikbesitzers Hans Friedrich Georg Julius von Graevenitz in Parchim.
Die Familie unterhält die Graevenitz-Stiftung, die dem Erhalt des Graevenitz-Museum dient, welches ausgewählte Arbeiten des Künstlers Fritz von Graevenitz zeigt. Dessen Schwester Marianne war die Mutter von Carl Friedrich und Richard von Weizsäcker.

## Wilhelmine von Graevenitz am Württemberger Hof

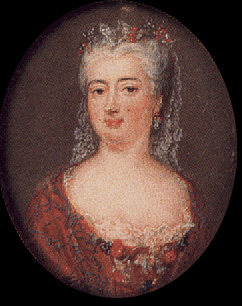
Angebliche Portraitminiatur der Wilhelmine von Grävenitz, 1721

Die aus Schwerin stammende Wilhelmine von Grävenitz (1686–1744) gelangte 1706 als Mätresse des württembergischen Herzogs Eberhard Ludwig (1676–1733) an den Stuttgarter Hof und entfaltete durch den ihr hörigen Herzog und ihre Günstlingswirtschaft eine enorme Herrschaftsbeteiligung der Familie in Württemberg. 1707 erlangte sie für sich und ihren Bruder den Reichsgrafenstand und den persönlichen Titel einer Gräfin von Urach als morganatische Gemahlin des Herzogs. Nach – auf kaiserlichen Befehl – erzwungener Scheidung erlangte sie dann 1710 durch eine Scheinehe den Titel einer Landhofmeisterin Gräfin von Würben. Durch ihren Einfluss führte sie 20 Jahre lang eine fast unumschränkte Herrschaft, die wichtigsten Stellen in der Regierung wurden durch ihre Verwandten und Günstlinge besetzt, die Gegner entfernt. Sie selbst beeinflusste die Staatsangelegenheiten und nahm an den Beratungen des neuerrichteten Konferenzministeriums (unter Ausschaltung des Geheimen Rats) teil. Ihr Bruder Friedrich Wilhelm von Grävenitz war zunächst württembergischer Kammerjunker, ab 1716 Oberhofmarschall und Geheimrat, ab 1724 Premierminister.
Auch dessen Söhne Friedrich (Wilhelm) und Viktor Sigmund machten am württembergischen Hof Karriere. Friedrich war ab 1723 Oberstallmeister und ab 1729 Hofmarschall. Viktor Sigmund wurde 1728 Komitialgesandter und Stuttgarter Obervogt. Die beiden anderen Brüder der Grävenitz, Johann Friedrich und Karl Ludwig, wurden Oberstallmeister und Generalmajor. Zudem waren Friedrich Wilhelm und Viktor Sigmund Geheimräte und Konferenzminister. Die Schwager der Grävenitz, David Nathanael von Sittmann und Josua Albrecht von Boldewin, wurden Geheimrat und Kriegsratsvizepräsident.

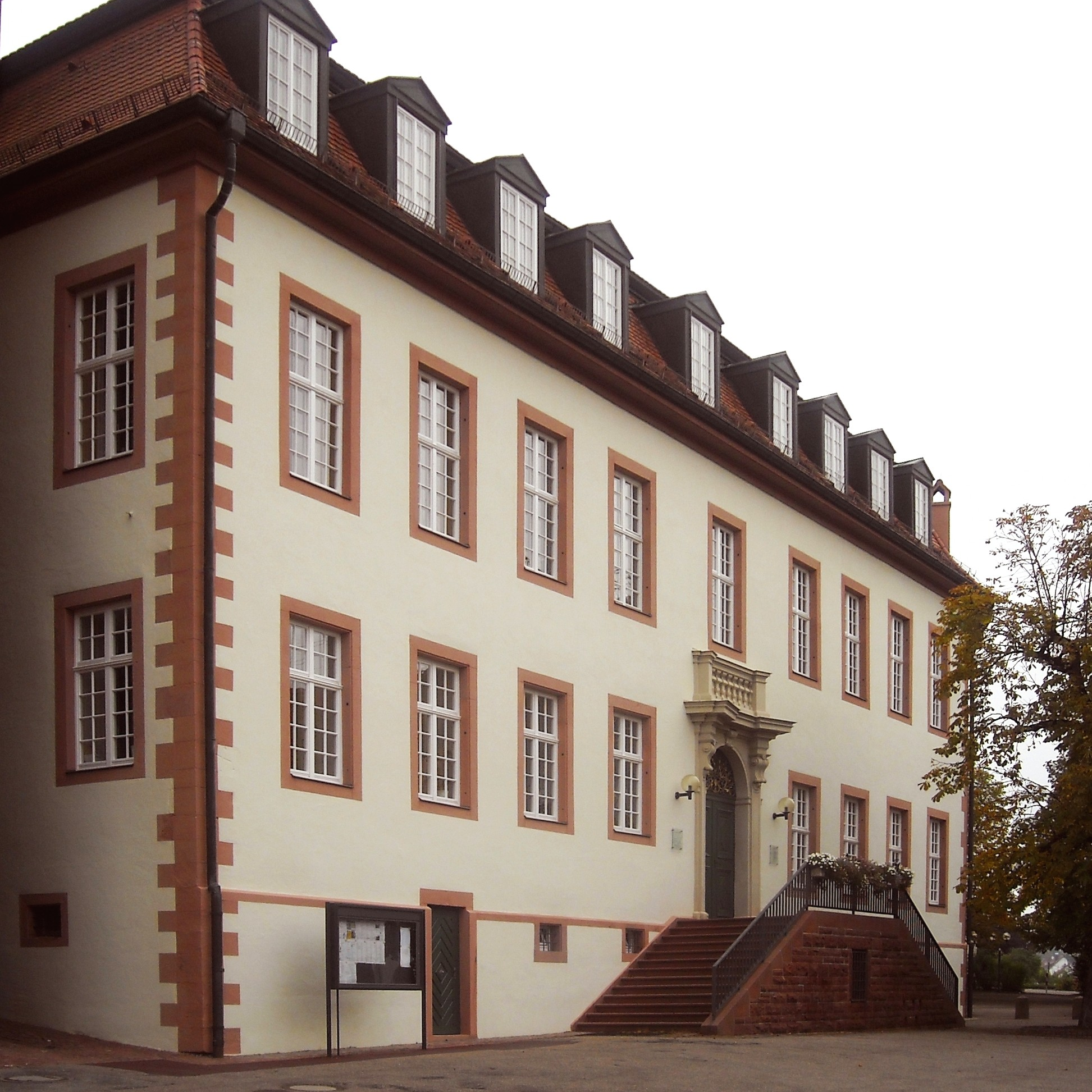
Graevenitz'sches Schloss zu Heimsheim

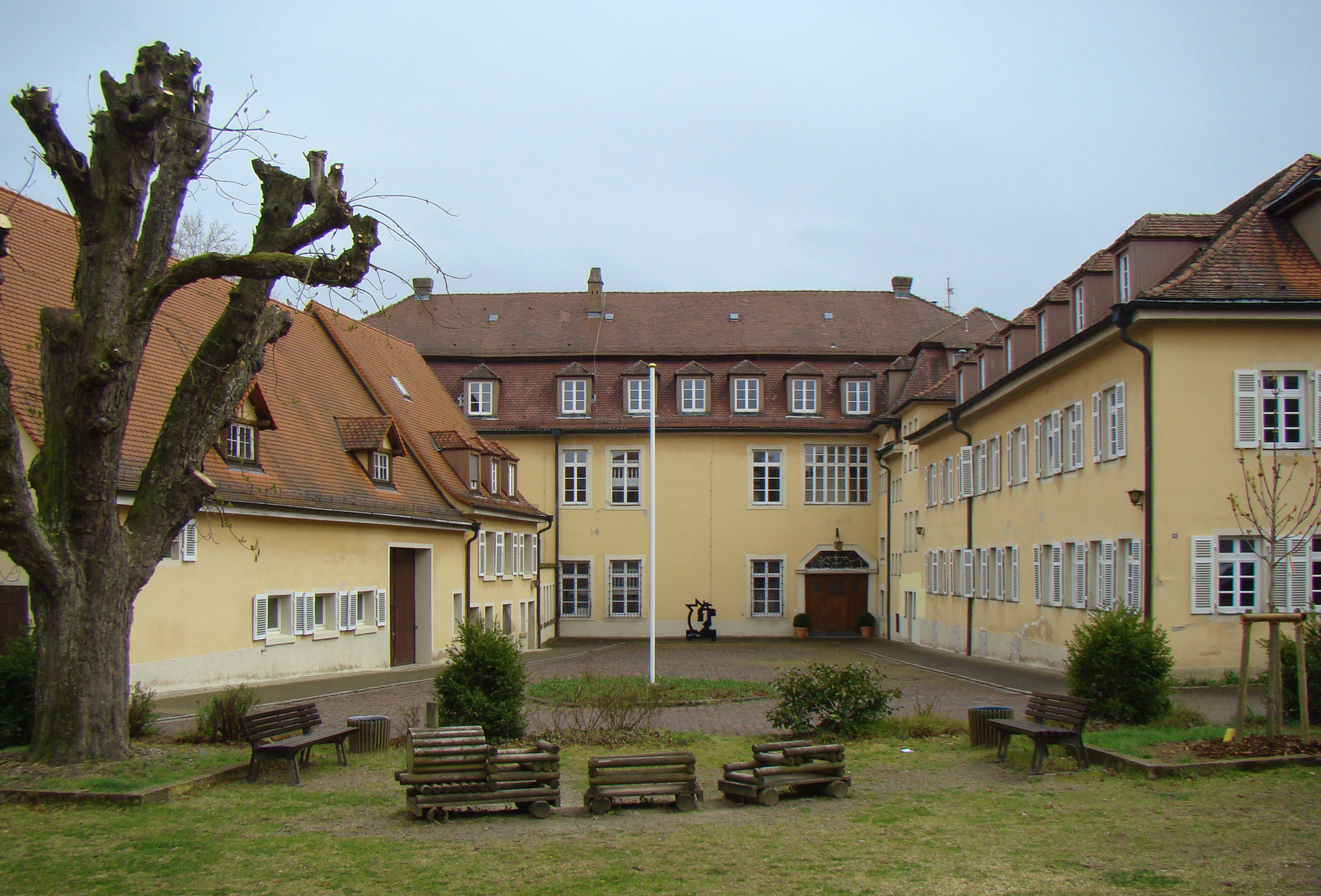
Graevenitz'sches Schloss zu Freudental

Die Gräfin Würben-Grävenitz erhielt einen eigenen Hofstaat, stiftete einen eigenen Orden und wohnte im schönsten Bau Stuttgarts. Eberhard Ludwig verlegte ihretwegen die Residenz nach dem 1704 gegründeten Schloss Ludwigsburg, wo der Hofstaat prächtig ausgebaut wurde. Die Grävenitz verfolgte den planmäßigen Ausbau ihres Hausbesitzes durch Schenkungen des Herzogs, Kauf und Tausch, darunter 1708 das Gut Gomaringen, 1712 gegen Rückgabe des Gutes Gomaringen das Gut Stetten im Remstal mit allen Rechten, sowie den Schafhof zu Rommelshausen und die Anwartschaft auf die Grafschaft Eberstein, 1718 die Herrschaft Welzheim, 1720 Weibelhub und Festung Oberleimbach, 1723 Herrschaften Horburg und Reichenweiher, 1726 bis 1729 Sontheim und das ritterschaftliche Gut Freudental, 1727 Schloss Brenz mit Gut und dem Marktflecken Brenz an der Brenz, 1728/29 Herrschaft Gochsheim, Heimsheim, Marschalkenzimmern, Albeck, Pflummern und Winzerhausen, 1729 Grafschaft Eberstein mit allen Rechten als Frauen- und Kunkellehen. Es gelang ihr, dafür die Zustimmung des Erbprinzen und der Landschaft zu erlangen, außerdem preußische und kaiserliche Schirmbriefe. 1728 entzweite sie sich mit ihrem Bruder wegen Sitz und Stimme auf der fränkischen Grafenbank, die ihm wegen der Herrschaft Welzheim übertragen wurde. 1730 versuchte sie, den Fürstenstand zu erlangen.
1731 löste sich Eberhard Ludwig von ihr, sie wurde auf seinen Befehl verhaftet und nach Schloss Urach geführt, von wo sie noch die Verwaltung ihrer Güter leitete. Schließlich stimmte sie 1732 einem Vergleich zu, den der Kaiser 1733 bestätigte: Verzicht auf ihre Klage beim Reichshofrat wegen ihrer Reichsunmittelbarkeit, Abtretung aller Güter bis auf Welzheim, das in ein Mannlehen verwandelt wurde und an ihre Brüder fallen sollte. Dafür erhielt sie all ihre beschlagnahmten Kapitalien, die Juwelen und das restliche unbewegliche Vermögen zurück, musste aber gegen eine Entschädigung von 125 000 Gulden das Land verlassen. Darauf wurde sie nach Heidelberg gebracht. Der Nachfolger Eberhard Ludwigs († 1733), Herzog Karl Alexander, ließ die gesamte Familie Graevenitz verhaften und bereitete ihrer Herrschaft in Württemberg ein Ende. Graevenitz, die sich bis zum Tod Eberhard Ludwigs in Heidelberg und Mannheim aufhielt, fand Unterstützung und Asyl beim König von Preußen. Vergebens versuchte sie, die schwäbische Reichsritterschaft gegen Württemberg aufzuhetzen. Herzog Karl Alexander, der einen Kriminalprozess gegen sie hatte anstrengen lassen, schloss 1736 mit ihr einen Vergleich, in dem sie gegen Zahlung von 152 300 Gulden auf all ihre Forderungen an Württemberg verzichtete.

## Standeserhebungen
Die württembergische Linie wurde 1707 in den Grafenstand mit dem Prädikat Hoch- und Wohlgeboren erhoben mit gleichzeitiger Wappenbesserung, während die russische Linie 1847 die mecklenburgische Genehmigung zur Führung des Freiherrntitels erhielt und 1851 die russische Anerkennung des Barontitels.

## Wappen
|                             | Wappen derer von Graevenitz |
| Wappen derer von Graevenitz | Blasonierung: „Das Stammwappen zeigt in Silber einen (schrägrechts) liegenden gestümmelten roten Baumast, aus dem nach oben zwei und nach unten ein grünes Blatt hervorsprießen. Auf dem Helm mit rot-silbernen Decken ein querliegender gestümmelter roter Baumast, auf dem ein natürlicher Greving schreitet, hinter welchem drei grüne Blätter aufwärts hervorsprießen.“ |
| Wappen derer von Graevenitz | |

| | Gräfliches Wappen im Der Durchlauchtigen Welt vollständigen Wappenbuch |
| Gräfliches Wappen im Der Durchlauchtigen Welt vollständigen Wappenbuch |                                                                        |
| Das Wappen, das die Gräfin von Urach, Wilhelmine von Grävenitz, zusammen mit ihrem Bruder Friedrich Wilhelm von Grävenitz zum Reichsgrafenstand von Graevenitz 1707 erhielt, hat bis auf den Herzschild (Stammwappen) und den mittleren Stammwappenhelm keine genealogische oder herrschaftliche Bezüge zum Geschlecht Graevenitz. Vielmehr stellt Feld 1 und 4 eine Wappenminderung des Wappens der Herzöge von Teck dar, Feld 2 und 3 hingegen eine des Wappens der Grafen von Urach, welche Titel beide in der Verfügungsgewalt des Hauses Württemberg waren. Im Diplom von 1707 waren die teck'schen Felder schrägrechts geteilt, oben von Schwarz und Gold, unten von Rot und Silber schräg geweckt, während die urach'schen Felder geteilt sind; oben in Blau ein wachsender gekrönter, einwärts sehender goldener Löwe, unten in Gold ein schwarzer Balken. Auf dem Schild ruhen drei gekrönte Helme; der erste mit rot-silbernen Decken trägt einen gekrönten schwarzen Adler (kaiserliches Gnadenzeichen wegen der Reichsunmittelbarkeit des Reichsgrafenstandes), der mittlere mit schwarz-goldenen Decken ist der Stammwappenhelm, der dritte mit blau-goldenen Decken trägt einen wachsenden goldenen Löwen (entlehnt aus dem urach'schen Feld). 1771 wurde das teck'sche Feld gänzlich rot-silbern geweckt dargestellt und der Balken im urach'schen Feld rot in einem goldenen Schildfuß, und der Adler der Helmzier ist ungekrönt. |                                                                        |

## Bekannte Familienmitglieder
- Alexander von Graevenitz (Senator) (1806–1884), deutsch-russischer Senator
- Alexander von Graevenitz (Mikrobiologe) (* 1932), deutscher Arzt und Mikrobiologe

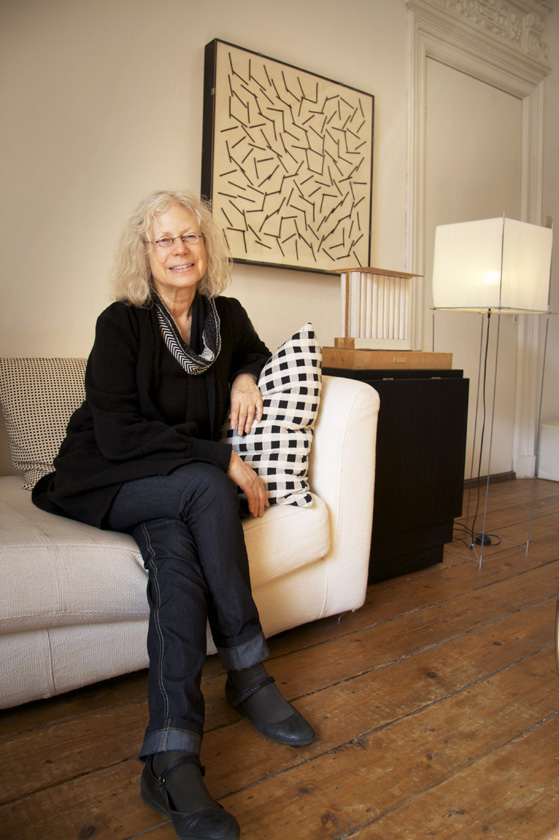
Antje von Graevenitz, Amsterdam 2012

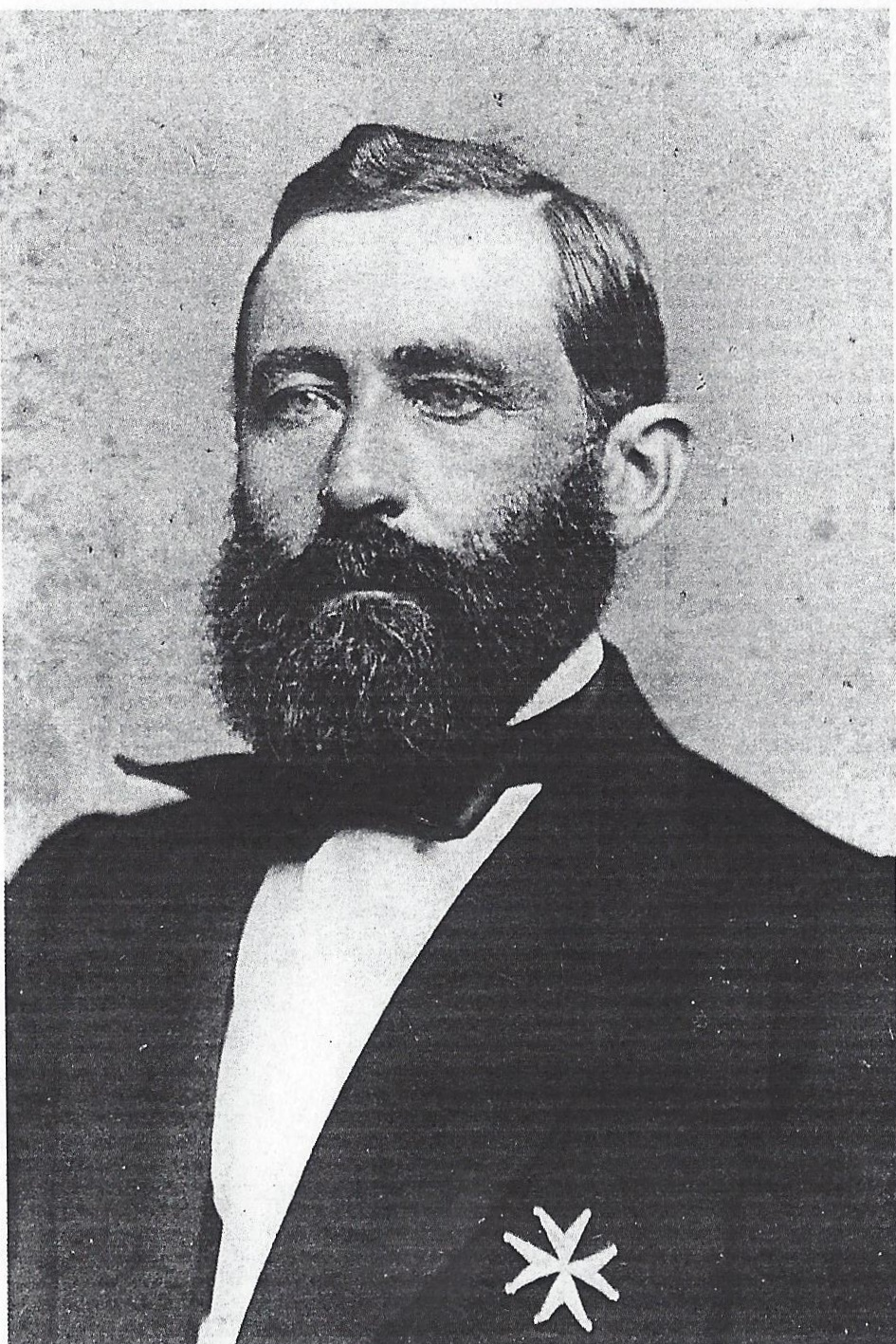
Hugo von Graevenitz

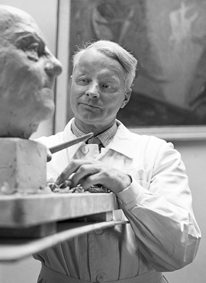
Fritz von Graevenitz

- Antje von Graevenitz (* 1940), deutsche Autorin und em. Professorin für Kunsthistorik an der Universität zu Köln
- Carl August Georg Ludwig von Graevenitz auf Wesselstorff, Kammerherr und 1793–1800 Provisor im Kloster Dobbertin
- Carl von Graevenitz (1830–1903), württembergischer General der Infanterie
- David Jürgen von Graevenitz (1680–1757), preußischer Generalleutnant und Gouverneur von Küstrin
- Ernst von Grävenitz (1826–1882), Rittergutsbesitzer und Mitglied des Konstituierenden Reichstags des Norddeutschen Bundes
- Ernst Wilhelm von Graevenitz (1693–1765), Landesdirektor der Priegnitz, seit 1763 Erbtruchseß der Kurmark Brandenburg
- Ferdinand von Graevenitz (1799–1847), preußischer Landrat des Kreises Gnesen
- Friedrich von Graevenitz (Forstmeister) (1790–1870), deutscher Forstwirt und Hofbeamter
- Friedrich von Graevenitz (General) (1861–1922), deutscher General der Infanterie
- Friedrich August von Graevenitz (1730–1809), preußischer General der Infanterie, Ritter des Schwarzen Adlerordens
- Friedrich Wilhelm von Grävenitz (1679–1754), württembergischer Geheimer Rat, Oberhofmeister und Premierminister
- Fritz von Graevenitz (1892–1959), Maler, Bildhauer und Lehrer
- George von Graevenitz (1858–1939), Kunsthistoriker und Schriftsteller, Offizier
- Georg Adam von Graevenitz (1731–1798), preußischer Generalmajor
- Georg von Graevenitz (General, 1823) (1823–1879), preußischer Generalmajor
- Gerhard von Graevenitz (1934–1983), deutscher Künstler
- Gerhart von Graevenitz (1944–2016), Literaturwissenschaftler und Rektor der Universität Konstanz
- Hanno von Graevenitz (1937–2007), deutscher Botschafter
- Hans von Graevenitz (1894–1963), deutscher Offizier, zuletzt Generalleutnant
- Hans Joachim von Graevenitz (1663–1740), Kurfürstlich brandenburgischer und preußischer Landrat der Priegnitz
- Hans Joachim von Graevenitz (1874–1938), deutscher Verwaltungsjurist
- Hartwig von Graevenitz (1877–1945), preußischer Landrat
- Heinrich von Grävenitz (1842–1927), deutscher Rittergutsbesitzer und Hofbeamter
- Hermann von Graevenitz (1815–1890), Jurist, Reichsgerichtsrat und Mitglied des Deutschen Reichstags
- Hugo von Graevenitz (1822–1911), preußischer Rittergutsbesitzer, Beamter und Politiker
- Karl von Graevenitz (General, 1830) (1830–1903), württembergischer General der Infanterie
- Karl von Graevenitz (General, 1859) (1859–1925), württembergischer Generalleutnant
- Karl Ludwig von Grävenitz (1688–1733), württembergischer und des Schwäbischen Kreises Generalmajor
- Kurt-Fritz von Graevenitz (1898–1987), deutscher Diplomat
- Lebrecht von Graevenitz (1786–1841), preußischer Generalmajor
- Ludwig Wilhelm von Graevenitz (1791–1871), Oberst und Kommandeur des 4. Reiter-Regiments im Königreich Württemberg
- Theodor von Graevenitz (1842–1930), württembergischer General der Infanterie
- Wilhelm von Graevenitz (General, 1780) (1780–1849), preußischer Generalmajor
- Wilhelm von Graevenitz (Landrat) (1789–1860), preußischer Landrat im Kreis Ostprignitz
- Wilhelm von Graevenitz (Landrat, 1825) (1825–1878), preußischer Landrat im Kreis Ostprignitz
- Wilhelm von Graevenitz (General, 1858) (1858–1928), preußischer Generalleutnant
- Wilhelmine von Grävenitz (1685–1744), Mätresse, seit 1707 als Gräfin von Urach morganatische Ehefrau des Herzogs Eberhard Ludwig von Württemberg (1676–1733), später Reichsgräfin von Würben und Freudental, regierende Gräfin zu Welzheim und Gochsheim, Frau auf Freudental und Neckar-Boyhingen, geborene Gräfin von Grävenitz
- Alexander von Graevenitz (Senator) (1806–1884), deutsch-russischer Senator
- Alexander von Graevenitz (Mikrobiologe) (* 1932), deutscher Arzt und Mikrobiologe